# Orson Welles
George Orson Welles (6 tháng 5 năm 1915 – 10 tháng 10 năm 1985) là một đạo diễn, nhà biên kịch, diễn viên, nhà sản xuất phim từng đoạt giải Oscar người Mỹ. Welles giành được sự chú ý đầu tiên khi làm phát thanh đọc cuốn tiểu thuyết The War of the Worlds của H. G. Wells trên đài CBS. Nhờ giọng đọc nhập tâm, bài phát thanh đã thu hút được một lượng lớn thính giả khắp Bắc Mỹ. Vào giữa thập niên 1930, các vở kịch tái hiện lại vở Macbeth và Julius Caesar của Welles cho Nhà hát New York đã trở thành huyền thoại. Welles còn được biết đến như là một nhà ảo thuật từng đi biểu diễn nhiều nơi trong thời gian chiến tranh.
Trong suốt thời gian chiến tranh, Welles trở thành một nhà hoạt động chính trị và bình luận viên qua báo chí, radio và các buổi xuất hiện trước công chúng cùng với Franklin D. Roosevelt. Năm 1941, ông đồng sáng tác, chỉ đạo, sản xuất và đóng vai chính trong bộ phim Citizen Kane, một bộ phim thường được các nhà phê bình đánh giá là một trong những bộ phim xuất sắc nhất mọi thời đại. Phần còn lại trong sự nghiệp, Welles gặp phải nhiều khó khăn do thiếu vốn và nhiều vấn đề khác trong suốt thời gian tới châu Âu rồi trở lại Hollywood. Bất chấp khó khăn, bộ phim Othello vẫn giành được giải Cành cọ vàng tại Liên hoan phim Cannes năm 1952 và bộ phim Touch of Evil cũng giành được giải thưởng cao nhất tại Brussels World Fair, dù vậy thì Welles lại coi The Trial và Chimes at Midnight mới là hai bộ phim xuất sắc nhất của ông.
Những năm sau này, Welles gặp phải các khó khăn với những hệ thống phức tạp của Hollywood từ chối tài trợ cho các dự án làm phim độc lập của ông, điều này khiên Welles chủ yếu phải kiếm sống qua việc đóng phim, làm quảng cáo và lồng tiếng. Welles nhận được giải thưởng thành tựu trọn đời của Viện phim Mỹ năm 1975 và trở thành người thứ ba vinh dự nhận được giải thưởng sau John Ford và James Cagney. Thành tựu của Welles ngày càng được đánh giá cao bởi giới phê bình sau khi ông qua đời. Orson Welles hiện được xem như là một trong những nghệ sĩ điện ảnh quan trọng nhất của thế kỷ 20, trong cuộc bầu chọn top 10 đạo diễn BFI của Viện phim Anh, ông được bình bầu là đạo diễn vĩ đại nhất mọi thời đại.